# グリンブルスティ

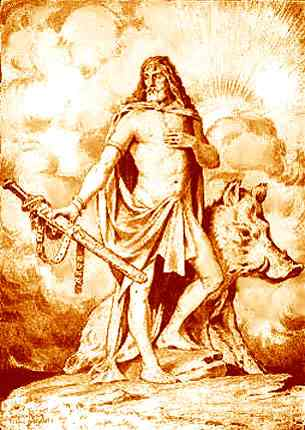
19世紀にJacques Reichによって描かれたフレイとグリンブルスティ。

グリンブルスティ（古ノルド語: Gullinbursti）とは、北欧神話に登場する猪である。スリーズルグタンニ（Slíðrugtanni、古ノルド語で「恐るべき歯を持つ者」という意味）という別名を持つ。
黄金に耀く猪で、フレイの乗り物である。水中や空中を、どんな馬よりも早く駆け抜けるといわれている。
『スノッリのエッダ』第二部『詩語法』によると、ブロックとエイトリ（シンドリ）がロキとの賭けにおいて、ドラウプニル、ミョルニルと共に作りあげた宝の一つであるという。